# Z. Vincze György
Z. Vincze György (Zalai Vincze György, Rákoscsaba, 1930. december 9. – Budapest, 2006. június 17.) magyar író, újságíró, sportújságíró, szerkesztő, ejtőernyős, mélytengeri búvár, sportvezető.

## Élete
Z. Vincze György 1930-ban született Rákoscsabán, Zalai Vincze János cipész, raktámok és Kondek Irén gyári munkás gyermekeként. 1952-ben érettségizett a Vas utcai Közgazdasági Technikumban, majd 1958-ban az ELTE bölcsészkarán magyar nyelv és irodalom szakos középiskolai tanári diplomát szerzett. Egyetemi évei alatt, az 1956-os forradalom idején az ELTE Öttagú Forradalmi Bizottságának volt tagja. 1966-ban elvégezte a MÚOSZ Sportújságíró Akadémiáját. Rendelkezett ökölvívó edzői és ökölvívóbírói végzettséggel is.
1946-tól 1947-ig a Rákoscsabai MTK, 1948 és 1950 között a BVSC illetve a Bp. Lokomotív, 1955-től 1956-ig a Farkashegyi Repülőklub, majd 1957 és 1958 között a Postás Repülő Klub ejtőernyőse volt. Edzői 1946-tól 1947-ig Nagy Ferenc, 1948-ban Podány Sándor, végül 1955 és 1957 között Litauszky Pál voltak. Búvárként 1965-től 1980-ig az FTSK Delfin Klub, majd 1980-tól a Korall Búvár Klub tagja volt. Mélytengeri búvárként 1981-ben sűrített levegős készülékkel 84 méter mélyre merült, víz alatti vadászként legalább 11 tengeren járt. 1965-ben másodmagával 160 kilométert gyalogolt, így elsőként teljesítette a 100 km a Vörös Hadsereg nyomában túramozgalom követelményeit. 
Újságírói pályafutását 1953-ben kezdte, 1954-ig a Néphadsereg, majd 1955 és 1956 között a Szabad Ifjúság sportrovatának volt munkatársa. 1958-ben került a Népsport-hoz (1990-től Nemzeti Sport), ahol 2000-ig dolgozott. Itt az ökölvívó, majd az egyéni sportágak rovat munkatársa, főmunkatársa, rovatvezetője és szerkesztője volt, majd 1995-ben a lap olvasószerkesztője lett. 1969-70-ben az Ökölvívás felelős és szakszerkesztője is volt, 1984 és 1988 között pedig a Sportkalendárium sorozatszerkesztőjeként is dolgozott. Az 1959-es luzerni ökölvívó Európa-bajnokság döntőit a helyszínről közvetítette a televízióban, az 1972-es olimpiáról, továbbá mintegy ötven világbajnokságon és Európa-bajnokságon tudósíhatott a helyszínről. Tagja volt a Magyar Újságírók Országos Szövetségének. Cikkei jelentek meg különböző külföldi sportlapokban is. Munkásságát számos kitüntetéssel ismerték el.
Sportvezetőként különböző sportszervezetekben éveken át töltött be több társadalmi tisztséget, volt fegyelmi bizottsági elnök és egyesületi vezetőségi tag is. 1963-tól 1967-ig az OTSH Budapesti Tanácsa Tömegsport bizottságának titkára volt, 1975 és 1980 között ugyanitt üdülőhelyi bizottsági titkárként tevékenykedett. 
Íróként sportszakkönyveket és útleírást is kiadott, de alkotott a sci-fi műfajában is. 2005-ben Férfijaj, avagy a prosztatavész címmel írt könyvet sok évig tartó súlyos betegségéről. 2006-ban hunyt el Budapesten.

## Művei
- Ökölvívó ABC. (Bp., 1967, 2. kiad. 1974)
- Lila-fehérben. (Lévai Bélával. 1970., 2. kiad. 1972)
- Az android-per. Tudományos-fantasztikus elbeszélések. (1982)
- Ahol a cápa jár... (1983)
- A cikoriták bolygója. Tudományos-fantasztikus regény. (1985)
- Vendégként az Örömök Kertjében. Japán-kínai útiriport. (1987)